# Bothriembryon indutus
Bothriembryon indutus är en snäckart som först beskrevs av Menke 1843.  Bothriembryon indutus ingår i släktet Bothriembryon och familjen Bulimulidae. Inga underarter finns listade i Catalogue of Life.